# Dunaferr Sportcsarnok
Die Dunaferr Sportcsarnok (deutsch Dunaferr-Sporthalle) ist eine Sporthalle in der ungarischen Stadt Dunaújváros. In der Halle finden 1.200 Zuschauer Platz. Die Halle ist die Heimstätte des ansässigen Handballvereins Dunaferr SE.

## Weitere Informationen
Die Halle ist Teil einer größeren Anlage mit mehreren Hallen und Trainingseinrichtungen sowie dem Stadion des heimischen Fußballvereins.